# Andrej Panadić
Andrej Panadić (Zagreb, 9 de março de 1969) é um ex-futebolista e treinador de futebol croata que atuava como defensor.
Participou da Copa de 1990, a última disputada pela Iugoslávia antes da dissolução do país em Croácia, República da Macedónia, Bósnia e Herzegovina e Eslovénia, entre 1991 e 1992.

## Carreira por clubes
Revelado pelo Radnik Velika Gorica, atuou por Dínamo de Zagreb, Chemnitzer, Uerdingen, Hamburgo e Sturm Graz. Encerrou a carreira em 2004, quando jogava pelo Nagoya Grampus, aos 35 anos de idade.
Depois da aposentadoria, ficou 3 anos afastado e, em 2008, estreou como técnico, no LASK Linz. Foi também auxiliar-técnico no Al-Wahda e no Dínamo de Zagreb, passando ainda pelo Persepolis e pelo Istra 1961.

## Seleção Iugoslava
Pela ex-Iugoslávia, Panadić disputou apenas três partidas entre 1989 e 1990. Fez parte do elenco que disputou o Mundial da Itália, mas não disputou nenhum jogo.
Após a separação iugoslava, Panadić não chegou a ser convocado para a seleção da Croácia.